# ハコフグ
ハコフグ（学名：Ostracion immaculatum）は、ハコフグ科に分類される魚類の一種。西太平洋に分布する。

## 分類と名称
1850年にコンラート・ヤコブ・テミンクとヘルマン・シュレーゲルによって Ostracion immaculatus として記載され、タイプ産地は日本とされた。
属名は「小さな箱」を意味し、基準種であるミナミハコフグの体の形を示している。種小名は「斑点のない」を意味し、アルコールで保存すると斑点が消失することに由来する。

## 形態
成魚は黄色い体で背面は青く、甲羅を形成する板状鱗には淡い青色の斑点がある。幼魚は明るい黄色で、小さな淡い青色と黒色の斑点があるが、成長するにつれて黒色の斑点は薄くなり、青色の斑点が広がる。体長は25cmに達する。

## 分布と生息地
北海道南部の沿岸から南は台湾、韓国から香港までの東アジア沿岸に分布する。日本では北海道から屋久島までの太平洋側、青森県から九州までの日本海と東シナ海側で見られる。水深1-60mの岸近くの岩礁に生息する。

## 生態
1匹の雄と3-4匹の雌からなる小さな群れで生活している。刺激を受けると毒性のある粘液を分泌する。またパリトキシンを持つ場合もある。

## 人との関わり
硬い体を持つため食用となることは少ないが、長崎県では「かっとっぽ」という料理に利用される。